# Voskresenskij rajon (Oblast' di Mosca)
Il Voskresenskij rajon (in russo Воскресенский район?) era un rajon dell'Oblast' di Mosca, nella Russia europea; il capoluogo era Voskresensk. Istituito nel 1929, ricopriva una superficie di 810,97 chilometri quadrati.